# Dariole (mets)
« Dariole » redirige ici. Pour les autres significations, voir Dariole (homonymie).
Une dariole est :
- soit une tartelette au fromage,
- soit une sorte de petit flan au fromage[1].

## Historique
Les darioles étaient de petites pièces de pâtisserie dorées au beurre, aux œufs. Connues depuis le XVIIIe siècle, la dariole d’Amiens était une pâtisserie faite de pâte feuilletée garnie de crème à la liqueur et aux amandes.

## Caractéristiques
C'est une pâtisserie cuite dans un petit moule à peine évasé, également appelé dariole, qui s'emploie notamment pour préparer des cakes, des gâteaux de riz ou des gâteaux de légumes.